# Ком (гора)
Ком (болг. Ком, также известный как Большой Ком (болг. Голям Ком) — горная вершина в западной Стара-Планине, расположенная в западной Болгарии, недалеко от границы с Сербией. Пик имеет 2 016 метров в высоту и лежит к югу от города Берковица, являясь его традиционным символом. Ком вместе с более низкими вершинами Средний Ком (болг. Средин Ком) и Малый Ком (болг. Малак Ком) на востоке, образуют возвышенность, тянущуюся с запада на восток, с округлым травянистым хребтом, крутым скалистым северным склоном и косым травянистым южным склоном. Глядя с неё на север, можно увидеть Берковицу и окружающие её поля, а также Монтану и водохранилище Огоста примерно в 30 км.
Гора вдохновила патриарха болгарской литературы Ивана Вазова на создание поэмы «На Коме». В его честь на вершине установлена барельефная доска с его изображением и отрывками из поэмы. Ком также знаменует собой начало болгарского участка Европейской междугородной тропы Е3, также известного как Ком—Эминский путь вдоль главного хребта Балканских гор, а также одноимённой гонки по бездорожью.
Существует несколько маршрутов восхождения на вершину: от шале ком (двухчасовой подъём), от перевала Петрохан (занимает 3 часа 30 минут) и от деревень Комштица и Гинци (3 часа пути).
Река Нишава, главный приток Южной Моравы, берёт свое начало к востоку от вершины Ком, как и Темштица. Наряду с Миджуром Ком является одной из самых высоких и известных вершин западных Балкан. Существует даже одноимённый бренд минеральной воды. Вместе с этнографическим музеем в Берковице гора входит в число 100 туристических объектов Болгарии. Есть несколько горнолыжных трасс, спускающихся с вершины.
Ледник Ком, расположенный на Антарктическом полуострове, носит название болгарской вершины.

## Галерея

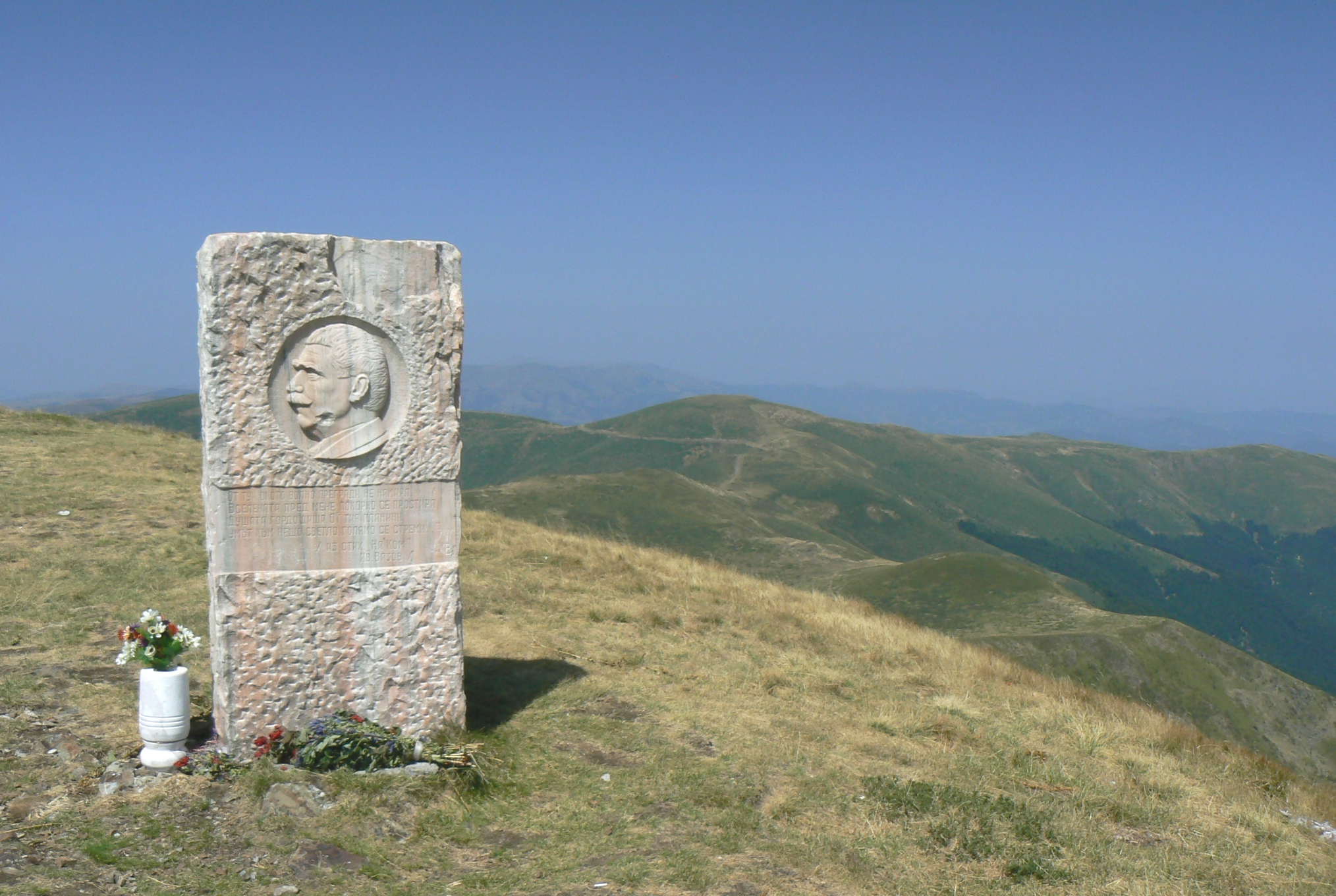
Барельеф Вазова на Коме
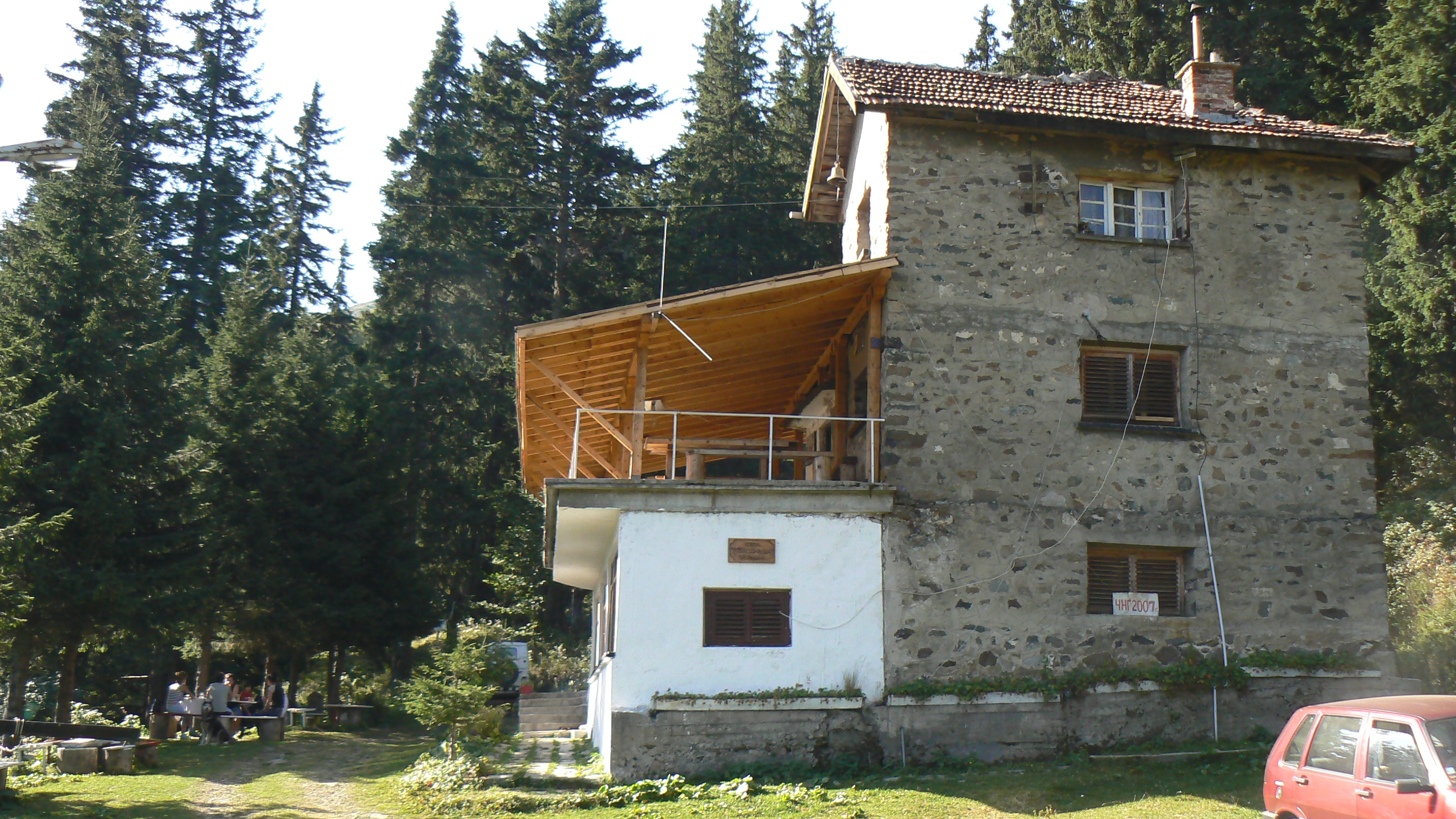
Старое шале Ком
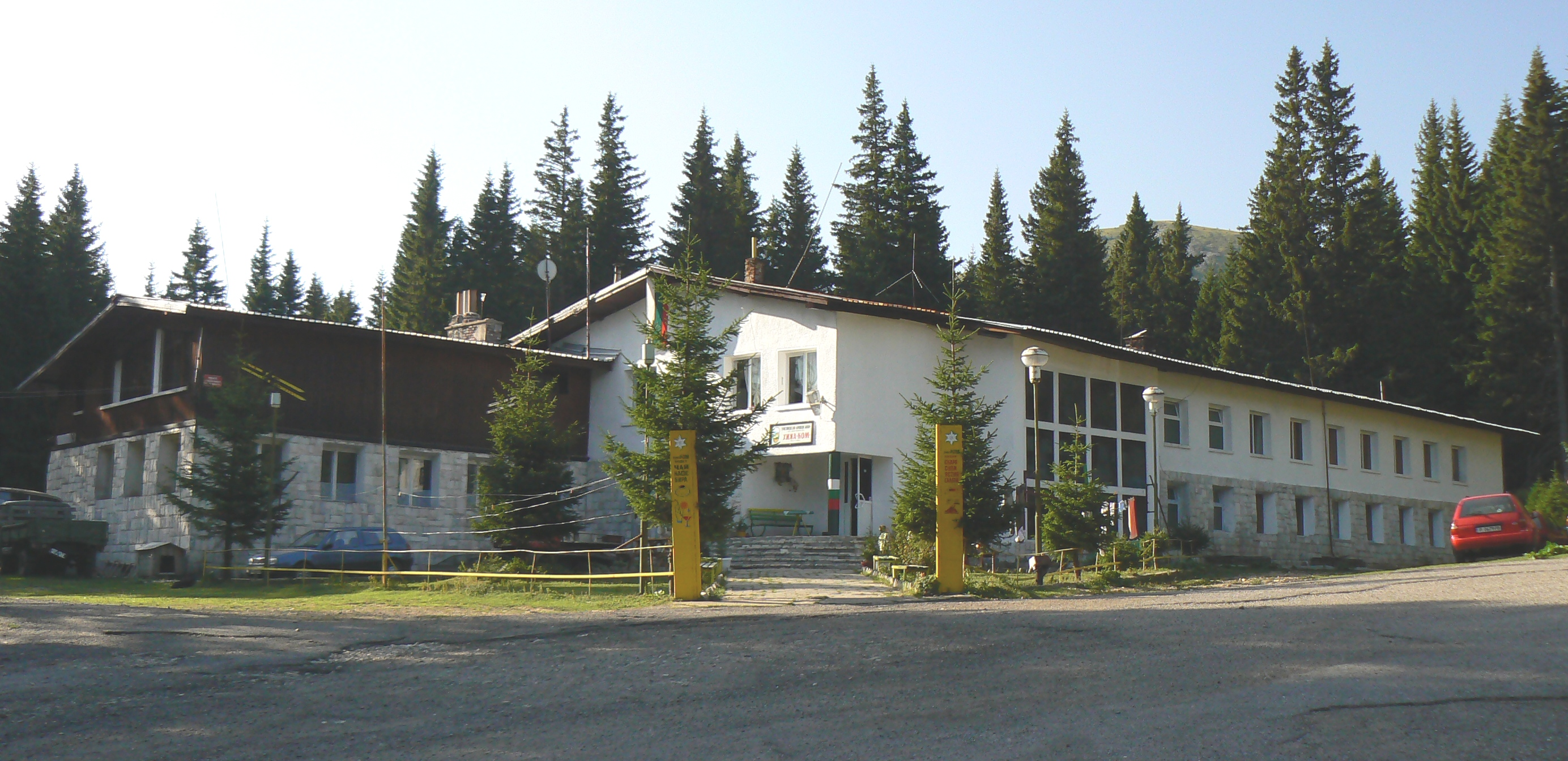
Новое шале Ком